# Lou Dobbs
Pour les articles homonymes, voir Dobbs.
Louis Carl Dobbs, dit Lou Dobbs, né le 24 septembre 1945 à Childress (Texas) et mort le 18 juillet 2024 à West Palm Beach, est un éditorialiste américain et un animateur de télévision, notamment connu pour l'émission Lou Dobbs Tonight (Lou Dobbs Ce soir) sur Fox News.

## Biographie
Lou Dobbs a notamment dénoncé la délocalisation des entreprises américaines et l'immigration clandestine de Mexicains vers les États-Unis. Il est un adepte de l'américanisme et dénonce tout ce qui est étranger aux États-Unis, y compris les tribus amérindiennes ou les Anglais[réf. nécessaire].
Il a reçu plusieurs prix journalistiques pour ses reportages engagés.
Le 11 novembre 2009, il démissionne de CNN. Il était alors la dernière personnalité encore présente à avoir participé à la création de la chaîne. Cependant, il était en désaccord depuis de longs mois avec son président, Jonathan Klein, celui-ci le considérant comme trop conservateur, notamment sur les sujets liés à l'immigration et au capitalisme. Il rejoint la chaîne conservatrice Fox News en 2011 et y présente un talk show appelé Lou Dobbs Tonight.
Après l'élection de Donald Trump à la présidence des États-Unis, il va devenir un des plus fervents supports de Trump parmi les animateurs de la chaîne. Il se révèle particulièrement jusqu'au-boutiste en continuant envers et contre tout à défendre la théorie mensongère de l'« élection volée par Joe Biden » en dépit de toutes les preuves du contraire. Le 4 février 2021, la société Smartmatic (en) qui vend des systèmes de votes électroniques, régulièrement accusée par Lou Dobbs et d'autres d'avoir manipulé les élections présidentielles de 2020, lance une action en diffamation contre Fox News, Lou Dobbs et deux autres animateurs de la chaîne Jeanine Pirro et Maria Bartiromo, à charge desquels elle réclame des dommages et intérêts d'un montant de 2,7 milliards de dollars. Sont également poursuivis dans cette action judiciaire les avocats Rudy Giuliani et Sidney Powell (en). Le 5 février 2021, Fox News annonce mettre le jour même un terme à l'émission Lou Dobbs Tonight et se séparer séance tenante de Lou Dobbs.
Lou Dobbs songe à se présenter au Sénat des États-Unis en 2012, et même à l'élection présidentielle de la même année, ou un sondage de l'institut Rasmussen Reports le crédite de 12 % à 14 % des voix comme candidat indépendant. Cela ne se fera pas.
Lou Dobbs a rapporté de nombreuses théories de conspiration sur le philanthrope et homme d'affaires juif-américain George Soros. Lou Dobbs l'a décrit comme un « sale gars » et un homme insidieux.
Lou Dobbs est l'auteur de War on the Middle Class, dans lequel il affirme que les démocrates et les républicains portent préjudice à la classe moyenne. Il y dénonce avec force les réductions d'impôts de l'administration Bush, qui, selon Lou Dobbs, favorisent les riches, et plaide pour une augmentation du salaire minimum des Américains.
Après la prise d'assaut du Capitole des États-Unis par les partisans de Donald Trump en janvier 2021, Lou Dobbs faisait partie de ceux qui ont avancé la théorie du complot selon laquelle des personnes associées à l'antifa étaient responsables de l'attaque.
De nombreuses personnalités l'ont accusé de racisme principalement envers les Latino-Américains, ou Hispaniques.
Lou Dobbs a promu la théorie selon laquelle Barack Obama n'était pas né aux États-Unis.